# Alcatoo (figlio di Pelope)
Alcatoo (in greco antico: Ἀλκάθοος?, Alkàthoos) è un personaggio della mitologia greca. Fu un re di Megara.

## Genealogia
Figlio Pelope e di Ippodamia, sposò dapprima Pirgo e si risposò con Evacme (figlia di Megareo). Alcatoo fu padre di Iscepoli, Callipoli Ifinoe, Peribea ed Automedusa.

## Mitologia
Alcatoo era un giovane e forte guerriero che uccise il leone del Citerone e per ricompensa ottenne la mano di Evacme, figlia di Megareo re di Megara. 
Dopo la morte del suocero ne ereditò il trono e con l'aiuto di Apollo si dedicò al restauro delle mura della città, distrutte dai continui conflitti avuti con i cretesi.
In ricordo di tale opera furono creati i giochi alcatèi (Ἀλκαθοῖα).

### Fonti
- Pausania, Periegesi della Grecia, Libro I 41,3
- Pindaro, Istimica 8, 74
- Igino, Fabulae, 84
- Pseudo-Apollodoro, Biblioteca, Libro II-  4, 10

### Moderna
- Robert Graves, I miti greci, Milano, Longanesi, ISBN 88-304-0923-5.
- Anna Ferrari, Dizionario di mitologia, Litopres, UTET, 2006, ISBN 88-02-07481-X.
- Anna Maria Carassiti, Dizionario di mitologia classica, Roma, Newton, 2005, ISBN 88-8289-539-4.